# إمبراطورية نيقية
إمبراطورية نيقية كانت أكبر الدويلات التي أنشأها البيزنطيون بعد سقوط القسطنطينية في إيدي اللاتين أثناء الحملة الصليبية الرابعة ،واستمرت من سنة 1204 حتى سنة 1261.

## التأسيس
في سنة 1204 فر الإمبراطور ألكسيوس الخامس دوكاس من القسطنطينية بعد استيلاء الفرنسيين عليها، وبعد وفاته سنة 1205 نودي بثيودور الأول لاسكاريس إمبراطورا وكان قد فر هو الأخر إلي نيقية وقد أدرك أن استعادة القسطنطينية أمر ميئوس منه.
وكانت سيطرة الإمبراطورية اللاتينية علي الولايات البيزنطية السابقة ضعيفة لذا قامت دويلات مستقلة في إبيروس، وطرابزون، ونيقية.
كانت نيقية أقرب الدويلات من المملكة اللاتينية الناشئة لذا فقد كانت تأمل في إعادة الحكم البيزنطي مرة آخرة إلي القسطنطينية، لم يكن ثيودور لاسكيراس موفقا في أول الأمر، حيث هزمه بلدوين الأول ملك القسطنطينية قرب بورصة، إلا أنه أعاد الكرة عليه واستطاع استرداد الكثير من معاقل اللاتين في الشمال الغربي للأناضول خصوصا بعد اشتداد هجمات البلغاريين علي القسطنطينية، وقد تمكن ثيودور أيضا من هزيمة جيش طرابيزون وهزم خصوما أخرى ن، وبذلك أضحت نيقية كبري الممالك البيزنطية. وقام ثيودور بتنصيب بطريرك جديد للقسطنطينية في نيقية ليؤكد أحقيته لعرش بيزنطة، وفي سنة 1219 تزوج من الأميرة اللاتينية يولاندا دي فلاندرز لكنه توفي سنة 1222 فخلفه علي العرش ابن أخيه يوحنا الثالث دوكاس فاتاتزس.

## التوسع
في سنة 1224 استولت إمارة إبيروس البيزنطية علي مملكة سالونيك اللاتينية، بينما استولي البلغاريون على إبيروس نفسها سنة 1230.
افتقدت طرابزون للقوة العسكرية فأصبحت نيقية كبري دويلات البيزنطيين، وقام يوحنا الثالث بتوسيع دولته حتى بحر إيجة.وفي سنة 1230 عقد تحالفا مع إيفان آسين الثاني ملك بلغاريا وسمح له هذا التحالف بفرض نفوذه في إبيروس وسالونيك. في سنة 1242 غزا المغول أملاك السلاجقة شرق نيقية وقد خشي يوحنا من مهاجمتهم لمملكته فيما بعد ولكن إنتهي الأمر بقضاء المغول علي تهديد السلاجقة لإمبراطورية نيقية. في سنة 1245 تحالف يوحنا مع الإمبراطورية الرومانية المقدسة وذلك بزواجه من الأميرة كونستانس ابنة الإمبراطور فردريك الثاني، وفي سنة 1248 هزم يوحنا البلغاريين وأحاط بالإمبراطورية اللاتينية في القسطنطينية، واستمر في الاستيلاء علي أراضي اللاتين حتى وفاته سنة 1254.
واجه لاسكيراس الثاني -نجل يوحنا الثالث- غزوات البلغاريين لتراقيا واستطاع صدهم بنجاح، وثارت إبيروس على سلطة الإمبراطور وتحالفت مع مانفريد الثاني ملك صقلية ومات ثيودور سنة 1258 قبل أن يتمكن من إخماد التمرد. فخلفه علي العرش ولده الطفل يوحنا الرابع لاسكيراس تحت وصاية القائد ميخائيل الثامن باليولوج،وفي سنة 1259 عين ميخائيل وليا للعهد قام بعدها بهزيمة مانفريد الثاني وأمراء آخايا اللاتين في معركة بيلاجونيا.

## استعادة القسطنطينية
في سنة 1260 بدأ ميخائيل الثامن هجومه علي القسطنطينية ذاتها التي فشل آباطرة نيقية السابقين من مهاجمتها، وقد تحالف مع جنوة وقضي قائده الشهير ألكسيوس ستراتيجوبولس أشهر عديدة في مراقبة المدينة من أجل وضع الخطة المناسبة للهجوم عليها، وفي يوليو 1261 وبينما جيش اللاتين منشغلا بحروبه الخارجية، تمكن ألكسيوس من إقناع الحراس من فتح أبواب المدينة ففتحت أبواب القسطنطينية فدخلها ألكسيوس وقام علي الفور بإحراق حي التجار البنادقة عقابا لهم علي خيانتهم للإمبراطورية أثناء الحملة الصليبية الرابعة، وبعد فتح المدينة بأسابيع قليلة دخل ميخائيل الثامن القسطنطينية في موكب عظيم حيث توج إمبراطور عل الرومان في كنيسة آيا صوفيا وبذلك أعاد ميخائيل للإمبراطورية عاصمتها الخالدة.استولي بعدها علي آخايا لكن ظلت طرابيزون وإبيروس وغيرها إمارات بيزنطية مستقلة، واجهت الإمبراطورية الناشئة خطر تنامي الدولة العثمانية الناشئة هي الأخرى والتي قامت علي أنقاض الدولة السلجوقية.

## أباطرة نيقية
- ثيودور الأول لاسكاريس (1204-1222)
- يوحنا الثالث دوكاس فاتاتزس (1222-1254)
- ثيودور الثاني لاسكاريس (1254-1258)
- يوحنا الرابع لاسكاريس (1258-1261)
- ميخائيل الثامن باليولوج (حكم مشترك 1259–1261؛ استعادة الإمبراطورية البيزنطية)